# بيت سوهين
بيت سوهين قرية صغيرة تتبع إدارياً لمنطقة القرداحة في محافظة اللاذقية، اكتشفت فيها معالم أثرية قديمة.

## من أعلامها
- المترجم والكاتب السوري معن عاقل